# Hohhot
Hohhot (in mongolo Хөххот, trascrizione ufficiale Khökhkhot, pronuncia ca. "huhhòt", lett. "città azzurra"; in scrittura mongola ᠬᠥᠬᠡᠬᠣᠲᠠ, in cinese: 呼和浩特S, HūhéhàotèP) è una città del nord della Cina, capitale della regione autonoma della Mongolia Interna.

## Storia
La città fu fondata dal sovrano mongolo Altan Khan nel tardo XVI secolo. Venne scelta come il centro amministrativo della regione nel 1952, in sostituzione della città di Ulanhot.

## Infrastrutture e trasporti

### Aeroporti
È servita dall'aeroporto di Hohhot-Baita che si trova 14 chilometri ad est della città.

## Geografia antropica

### Suddivisioni amministrative
- Distretto di Huimin
- Distretto di Xincheng
- Distretto di Yuquan
- Distretto di Saihan
- Contea di Togtoh
- Contea di Wuchuan
- Contea di Horinger
- Contea di Qingshuihe
- Bandiera sinistra di Tumed

## Monumenti e luoghi d'interesse
- Baita o Pagoda bianca: (in cinese 白塔S, Bái tǎP, lett. "pagoda bianca"), è stata eretta nell'XI secolo durante la Dinastia Liao su pianta ottagonale e si sviluppa su sette piani.[1]